# Ze'ev Herzog

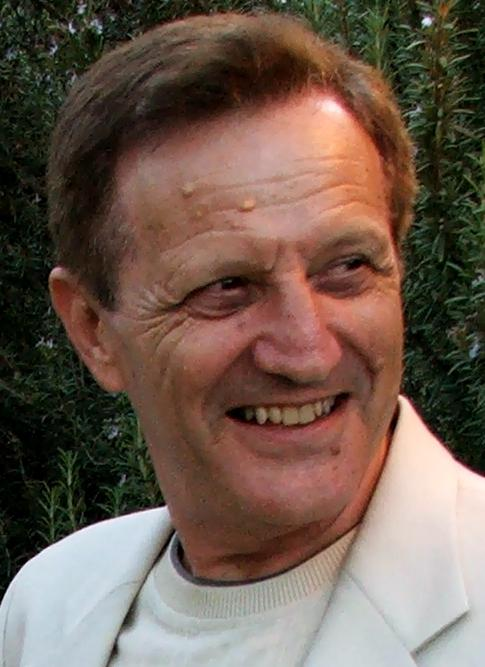
Professor Ze'ev Herzog

Ze’ev Herzog in ebraico זאב הרצוג‎? (1941) è un archeologo israeliano, professore di archeologia presso il Dipartimento di Archeologia e Antiche Culture del Vicino Oriente all'Università di Tel Aviv, specializzato in archeologia sociale, architettura antica e archeologia sul campo. Ze’ev Herzog è stato direttore dell'"Istituto di Archeologia Sonia e Marco Nadler" dal 2005 al 2010 e ha lavorato come consulente archeologico presso la "Israel Nature and National Parks Protection Authority" nella conservazione e sviluppo dei parchi nazionali di Arad e Be'er Sheva.

## Ricerche e studi
Herzog prese parte agli scavi di Tel Hazor e Tel Megiddo con Yigael Yadin e agli scavi di Tel Arad e Tel Be'er Sheva con Yohanan Aharoni. Diresse gli scavi a Tel Beer Sheba, Tel Michal e Tel Gerisa e a Tel Yafo (antica Giaffa) nel 1997 e nel 1999.
Herzog è tra gli archeologi israeliani che affermano che "l'archeologia biblica non è più il paradigma dominante in archeologia e che l'archeologia è diventata una disciplina indipendente con le sue conclusioni e le proprie osservazioni che in effetti ci presentano un quadro di una realtà dell'antica Israele piuttosto diverso da quello che è descritto nelle storie bibliche".
Nel 1999, l'articolo di copertina di Herzog sulla rivista israeliana Haaretz "Deconstructing the Walls of Jericho" ha generato molta attenzione e dibattiti pubblici. In questo articolo Herzog cita prove a sostegno del fatto che "gli Israeliti non sono mai stati in Egitto, non hanno vagato nel deserto, non hanno conquistato i territori in una campagna militare e non li hanno dati alle 12 tribù di Israele. Forse anche più difficile da accettare è il fatto che la monarchia unificata di Davide e Salomone, che è descritta dalla Bibbia come una potenza nazionale, era tutt'al più un piccolo regno tribale. E per molti sarà uno spiacevole shock che il Dio di Israele, YHWH, abbia una consorte femminile e che la prima religione israelita abbia adottato il monoteismo solo nel periodo calante della monarchia e non sul Monte Sinai"; inoltre, "anche se non tutti gli studiosi accettano i singoli argomenti che formano gli esempi che ho citato, la maggioranza concorda sui loro punti principali", benché in Israele "ogni tentativo di mettere in discussione l'affidabilità delle descrizioni bibliche sia percepito come un tentativo di minare «il nostro diritto storico a questa terra»". 

Herzog, in merito a come il suo articolo fosse stato recepito negli ambienti religiosi, commenterà di non aver avuto particolari problemi con Ebrei e Musulmani ma di averne, invece, avuti con i Cristiani americani "dai quali riceveva delle lettere minacciose che lo avvertivano della punizione divina che lo attendeva". L'articolo di Herzog ricevette in risposta la critica di Hershel Shanks, editore della Biblical Archaeology Review, inviata in una lettera alla stessa rivista Haaretz, editata e pubblicata il 5 novembre 1999. Hershel inserisce le affermazioni di Herzog in un scenario archeologico più ampio e complesso.  L'odierna e autorevole critica biblica cristiana si allinea alle conoscenze archeologiche attuali.
Nel 2017, la rivista israeliana Haaretz sottolineerà come l'articolo di Herzog del 1999 fosse stato ampiamente condiviso nel mondo accademico, anche israeliano, e "la maggior parte degli archeologi ora concorda sul fatto che l'identità ebraico-israelita sia nata da tradizioni sviluppatesi tra gli abitanti di Canaan. Non è stato portato da invasori esterni [la conquista ebraica di Canaan]" ed "è difficile trovare un archeologo della corrente di maggioranza che difenda la descrizione biblica degli eventi. Qui, in 18 anni, nulla è cambiato". Haaretz evidenziava anche come "il divario incolmabile che Herzog descrisse tra i racconti biblici e i risultati archeologici non era una novità per i ricercatori. Gli archeologi israeliani lo avevano pensato a lungo, basandosi sulle teorie della critica biblica originarie della Germania dell'inizio del XIX secolo. Il grande pubblico, tuttavia, era scioccato"; tale rivista israeliana riportava quindi le considerazioni sullo stato attuale della ricerca: "I padri fondatori dell'archeologia israeliana sono partiti esplicitamente con la Bibbia in una mano e un piccone nell'altra, cercando i risultati delle epoche bibliche, come parte del progetto sionista. Ma con il progredire degli scavi negli anni '70 e '80, piuttosto che la convalida, ciò che cominciò ad accumularsi furono le contraddizioni" e "oggi, a 18 anni di distanza [dall'articolo del 1999], armati di tecnologie all'avanguardia e molecolari per la datazione, gli archeologi sono sempre più d'accordo con Herzog sul fatto che in generale la Bibbia non rifletta verità storiche".
Herzog è anche coautore di "Has King David's Palace in Jerusalem Been Found?", che si oppone alle affermazioni fatte da Eilat Mazar, il quale ha portato alla luce quello che credeva essere il palazzo del re Davide a Gerusalemme, ma che ora è noto come la "Grande Struttura di Pietra".

## Pubblicazioni
Herzog ha scritto numerosi libri e articoli, tra cui:
- Beer-Sheba II: The Early Iron Age Settlements (1984)
- Excavations at Tel Michal, Israel ISBN 978-0-8166-1622-0 (1989)
- Archaeology of the City: Urban Planning in Ancient Israel and Its Social Implications (1997)[7]
- The Arad Fortresses (1997)
- Redefining the centre: the emergence of state in Judah (2004)[8]
- Has King David's Palace in Jerusalem Been Found? (2007)[6]

### Riferimenti
1. ↑   Lateline - 24/4/2000: It Aint Necessarily So. Australian Broadcasting Corp, su abc.net.au. URL consultato l'11 gennaio 2015.
2. ↑   "Deconstructing the walls of Jericho" - Ze'ev Herzog URL consultato il 02 ottobre 2019, su mideastfacts.org. URL consultato il 15 gennaio 2010 (archiviato dall'url originale il 15 gennaio 2010).
3. ↑  "Ze’ev Herzog and the historicity of the Bible"; Archiviato il 22 Settembre 2018 .
4. ↑   Hershel Shanks, Herzog's Attack on the Bible Unjustified, su individual.utoronto.ca. URL consultato il 24 gennaio 2024.
5. ↑   "Is The Bible a true story?" - Haaretz URL, su haaretz.com (archiviato il 24 ottobre 2017).
6. 1 2  "Has King David's Palace in Jerusalem Been Found?" (2007); Archiviato il 02 Ottobre 2019 .
7. ↑   Ze'ev Herzog, Archaeology of the City: Urban Planning in Ancient Israel and Its Social Implications, 2001,  pp. 80-85, ISBN 978-965-440-006-0, JSTOR 1357660.
8. ↑  Redefining the centre: the emergence of state in Judah 2004; Archiviato il 4 giugno 2011 in Internet Archive.